# (877) Walküre
(877) Walküre ist ein Asteroid des Hauptgürtels, der am 13. September 1915 vom russischen Astronomen Grigori N. Neujmin am Krim-Observatorium, Simejis entdeckt wurde.
Benannt wurde der Asteroid nach den kriegerischen Walküren aus der nordischen Mythologie.